# The Winter of His Content
«The Winter of His Content» (укр. «Зима його згоди») — чотирнадцята серія двадцять п'ятого сезону мультсеріалу «Сімпсони», прем'єра якої відбулась 16 березня 2014 року у США на телеканалі «Fox».

## Сюжет
Мардж і Гомер кохаються у пориві пристрасті, коли вони приїжджають додому з побачення. Однак, романтика зникає, коли телефоном їм повідомляють, що Спрінґфілдський будинок для літніх закрито за масові порушення, і дідусю Сімпсону ніде жити. Коли дідуся забирає сім'я, Мардж зворушується, коли бачить, що друзів Ейба Джасперу Бердлі та Старому єврею нікому забрати. Вона також забирає їх, що викликає розчарування решти сім'ї.
Перед уроком плавання у Спрінґфілдській початковій школі у роздягальні над Нельсоном, бо він одягнений у жіночу білизну. Однак, Барт заступається за однокласника, бо розуміє його. Після такого вчинку Нельсон заявляє, що вони з Бартом тепер ліпші друзі.
У домі Сімпсонів пенсіонери постійно дратують мешканців. Скарги Гомера на них змушують Лісу тихо вказати, що Гомер подає їй з Бартом поганий приклад, як сприймати Гомера на старості. Ліса просто просить свого тата бути приємним з Ейбом.

Гомер «стає старим»

Повернувшись додому, зусилля Гомера бути приємним і корисним Ейбу та його друзям призводять до того, що Гомер напрочуд насолоджується життям людей похилого віку. На жаль, вдячність насолода Гомера життям старого має негативний ефект, бо Мардж вважає його нову поведінку дратівливою. Вона з сумом каже, що ніколи не очікувала і не хотіла, щоб він постарів швидше за неї і перестав її приваблювати…
Уночі Нельсон та інші хулігани кладуть Барта і приймають його до своїх лав гопників. Вони готуються до ради гопників у Крастіленді. Усі хулігани повинні здати зброю, але Барт забуває здати свою рогатку. Коли старший, більш непокірний гопник використовує рогатку, щоб вистрелити у Честера, лідера розбишак. Винний одразу ж звинувачує Барта, і він з компанією намагаються втекти від усіх розлючених хуліганів до Спрінґфілда.
Зрештою вони дістаються до метро, але Бейсбольні Пухнастики там на сторожі. Барт використовує свою рогатку, щоб розбити вуличний ліхтар і відволікти їх. Однак, один залишається позаду, і Нельсон вирішує пожертвувати собою заради інших.
На світанку хлопчики повертаються до Спрінґфілда. У той час, гуляючи пляжем, Гомер з пенсіонери бачить, що його син потрапив у біду. Незважаючи на те, що старі бояться, Гомер все ж наносить удари ворожому хулігану і рятує Барта і розбишак.
У фінальні сцені Гомер повертається до звичного стану і пристрасно цілує Мардж протягом десяти хвилин, які вони мають між дітьми, що заснули, і пенсіонерами, які ще прокинулися.

## Ставлення критиків і глядачів
Під час прем'єри серію переглянули 4,02 млн осіб з рейтингом 1.9, що другим найпопулярнішим шоу на каналі «Fox» тієї ночі, після «Сім'янина».
Денніс Перкінс з «The A.V. Club» дав серії оцінку C, сказавши, що серія — «типова для тих, хто прагне аргументувати неспроможність запізнілого серіалу. Хоча немає нічого менш проникливого, ніж сказати, що шоу — не те, що було раніше, подібні епізоди — не що інше, як паливо для [таких] аргументів — байдуже, тепле паливо».
Згідно з голосуванням на сайті The NoHomers Club більшість фанатів оцінили серію на 3/5 із середньою оцінкою 2,45/5.